# Rio Amnaş
O Rio Amnaş é um rio da Romênia afluente do rio Secaş, localizado no distrito de Sibiu.